# Tatsuhiko Kubo
Tatsuhiko Kubo (jap. 久保 竜彦 Kubo Tatsuhiko; * 18. Juni 1976 in Chukuzen, Fukuoka) ist ein japanischer ehemaliger Fußballspieler.
Kubo begann seine Profikarriere bei Sanfrecce Hiroshima. Seit 2003 spielte der Stürmer für die Yokohama Marinos, bis er 2007 zum Yokohama FC wechselte. Seit 2008 ist er wieder bei Sanfrecce Hiroshima. 2003 und 2004 gewann er mit Yokohama den japanischen Meistertitel.
Tatsuhiko Kubo bestritt seit 1998 32 Länderspiele für die japanische Fußballnationalmannschaft, in denen er elf Tore schoss. Beim Confederations Cup 2001 belegte er mit dem Team den 2. Platz, nachdem die Mannschaft im Finale gegen Frankreich verloren hatte.
Bei der Nominierung für die WM 2006 in Deutschland musste Kubo überraschend seinen Platz an Seiichirō Maki von JEF United Ichihara Chiba abgeben. Zico begründete seine Entscheidung mit dem Argument, dass Kubo nach seiner längeren Verletzung physisch noch nicht in Top-Form sehe.

## Erfolge
Sanfrecce Hiroshima
- Supercup: 2008